# 佩洛

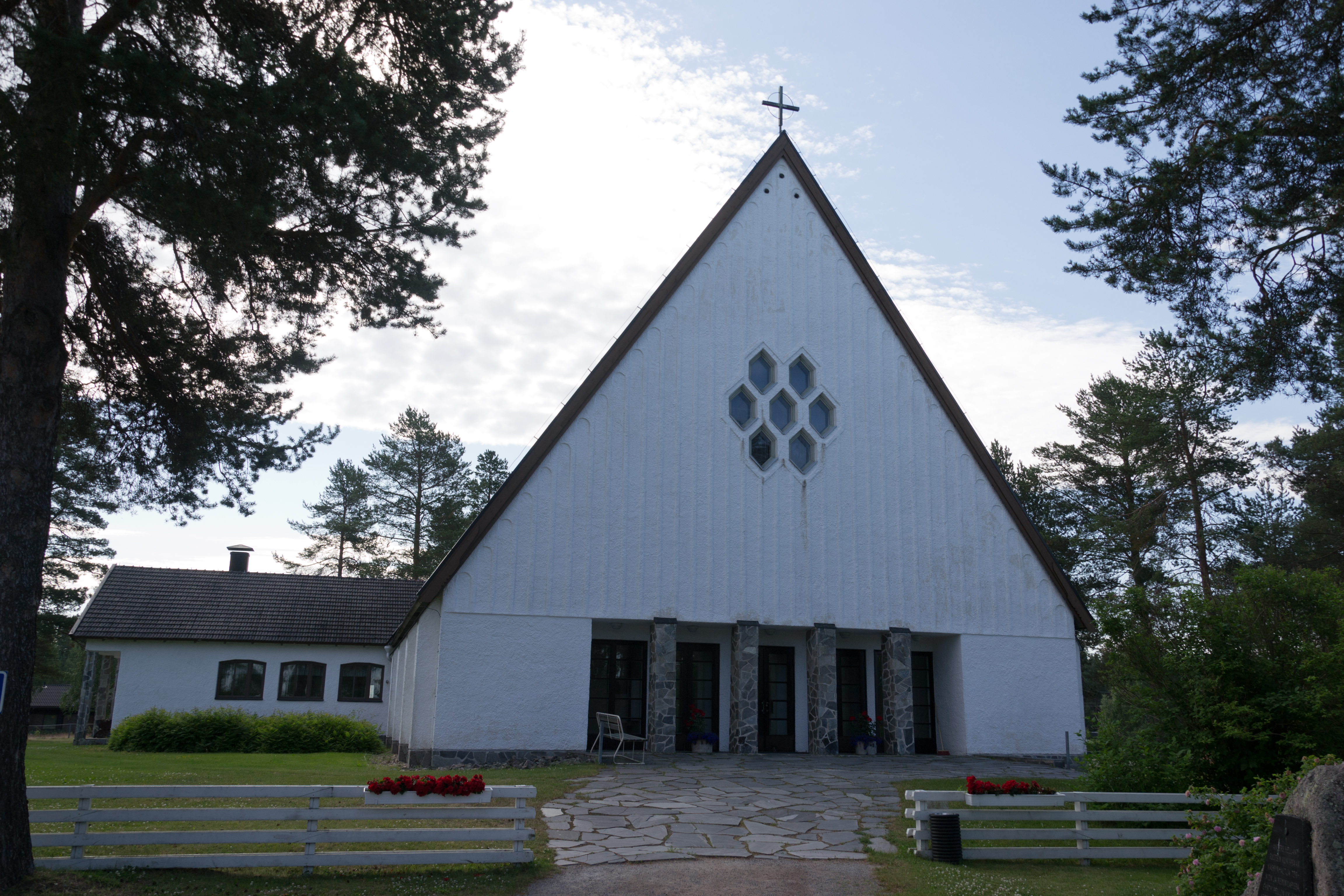
佩洛教堂

佩洛（芬蘭語：Pello）是芬蘭的市鎮，位於該國西北部，在拉普蘭區内，距離北極圈約20公里，始建於1867年，面積1864平方公里，2013年人口有3902名，人口密度為每平方公里2.25人。

## 外部連結
- 佩洛市镇官方网站 （页面存档备份，存于） （文）